# Clay Ives
Pour les articles homonymes, voir Ives.
Clay Ives, de son vrai nom James Ives, est un lugeur canadien naturalisé américain né le 5 septembre 1972 à Bancroft (Ontario).

## Biographie
Clay Ives participe aux épreuves de luge aux Jeux olympiques de 1994 à Lillehammer. En simple, il termine vingtième tandis qu'en double il se classe huitième. Il est présent lors des Jeux olympiques d'hiver de 1998 à Nagano et se classe quinzième en simple hommes. Il concourt ensuite sous les couleurs des États-Unis durant les Jeux olympiques d'hiver de 2002 à Salt Lake City et remporte la médaille de bronze en double avec Chris Thorpe.